# 純裕勤妃
純裕勤妃（じゅんゆうきんひ、? - 1753年）は、清の康熙帝の側室。鑲黄旗満洲包衣佐領下人出身。父は二等侍衛、雲麾使の陳希敏。姓は陳氏のち陳佳氏。

## 経歴
内務府が行った『選秀女』を通過し、康熙帝の後宮に入り、第十七皇子果毅親王胤礼を産む。
康熙57年（1718年）、勤嬪に封される。
康煕帝の崩御により、即位した雍正帝により、勤妃に尊封される。また、康煕帝の後継者争いである九子奪嫡において、勤妃が産んだ胤礼は幼さゆえに巻き込まれることは殆どなく、以後、胤礼は雍正帝・乾隆帝の強い信任を得た。
雍正帝の崩御により、即位した乾隆帝により、皇祖純裕勤太妃に尊封される。
乾隆18年（1753年）12月20日、逝去。

## 子女
- 皇十七子・胤礼：乾隆3年に薨去、諡号・果毅親王。

## 伝記資料
- 『清聖祖実録』
- 『清史稿』

## 登場作品
テレビドラマ
- 宮廷の諍い女（2011年-2012年、演：劉岩）